# Þórsmörk
Þórsmörk, toponyme islandais signifiant littéralement en français « la forêt de Thor », est un petit massif montagneux du Sud de l'Islande situé au nord de l'Eyjafjallajökull, au nord-ouest du Mýrdalsjökull et au sud du Tindfjallajökull. Par métonymie, Þórsmörk désigne aussi les régions environnantes et notamment la haute vallée de la Markarfljót, de la Krossá et les petits reliefs voisins. Le massif montagneux tire son nom des quelques forêts situées sur ses flancs telles que la Hamraskógar.

## Géographie

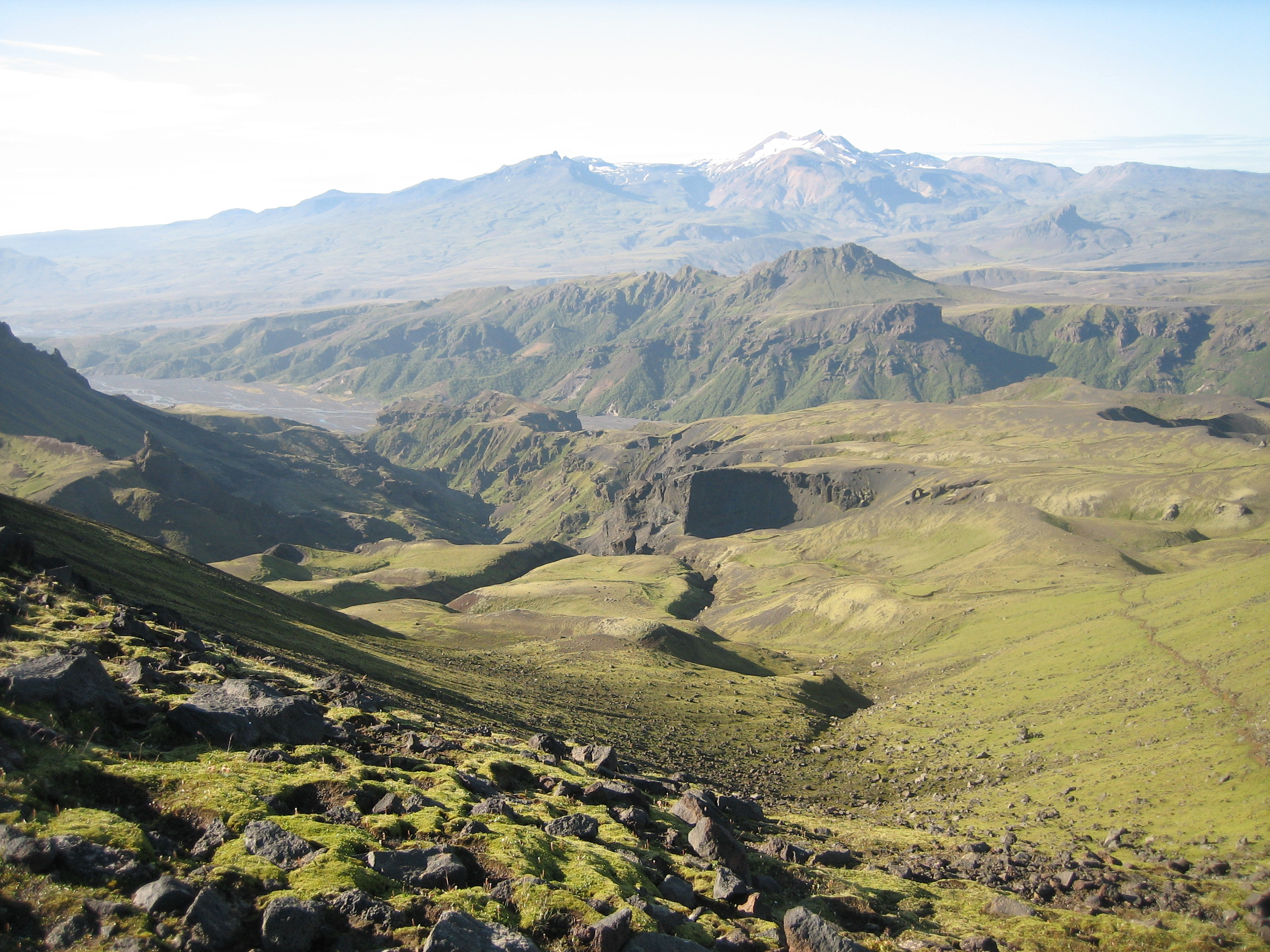
Vue de la Þórsmörk depuis le vallon de Hvarnnágil au sud avec son point culminant, le Tindfjöll, au centre-droit et au loin le Tindafjöll, Ýmir et Ýma recouverts par le Tindfjallajökull.

Þórsmörk est allongée dans le sens est-ouest, délimité au sud par la vallée de la Krossá, au nord par celles de la Þrönga et de la Markarfljót, à l'ouest par la confluence entre la Krossá et la Markarfljót et à l'est par les premiers reliefs importants recouverts par le Mýrdalsjökull. Les petits sommets qui forment ce relief ont leurs flancs entaillés par de nombreux petits vallons. Le point culminant est le Tindfjöll (557 m).
Dans les vallées protégées par les montagnes pousse une végétation de mousses, de fougères et de bouleaux. Le climat local est très doux avec un ensoleillement supérieur au reste de l'Islande du Sud.
Þórsmörk est un des sites les plus intéressants pour le randonneur avec une multitude de chemins dont celui de la Laugavegur (qui mène au Landmannalaugar), ou une petite promenade dans la gorge Stakkoltsgjá avec sa cascade.

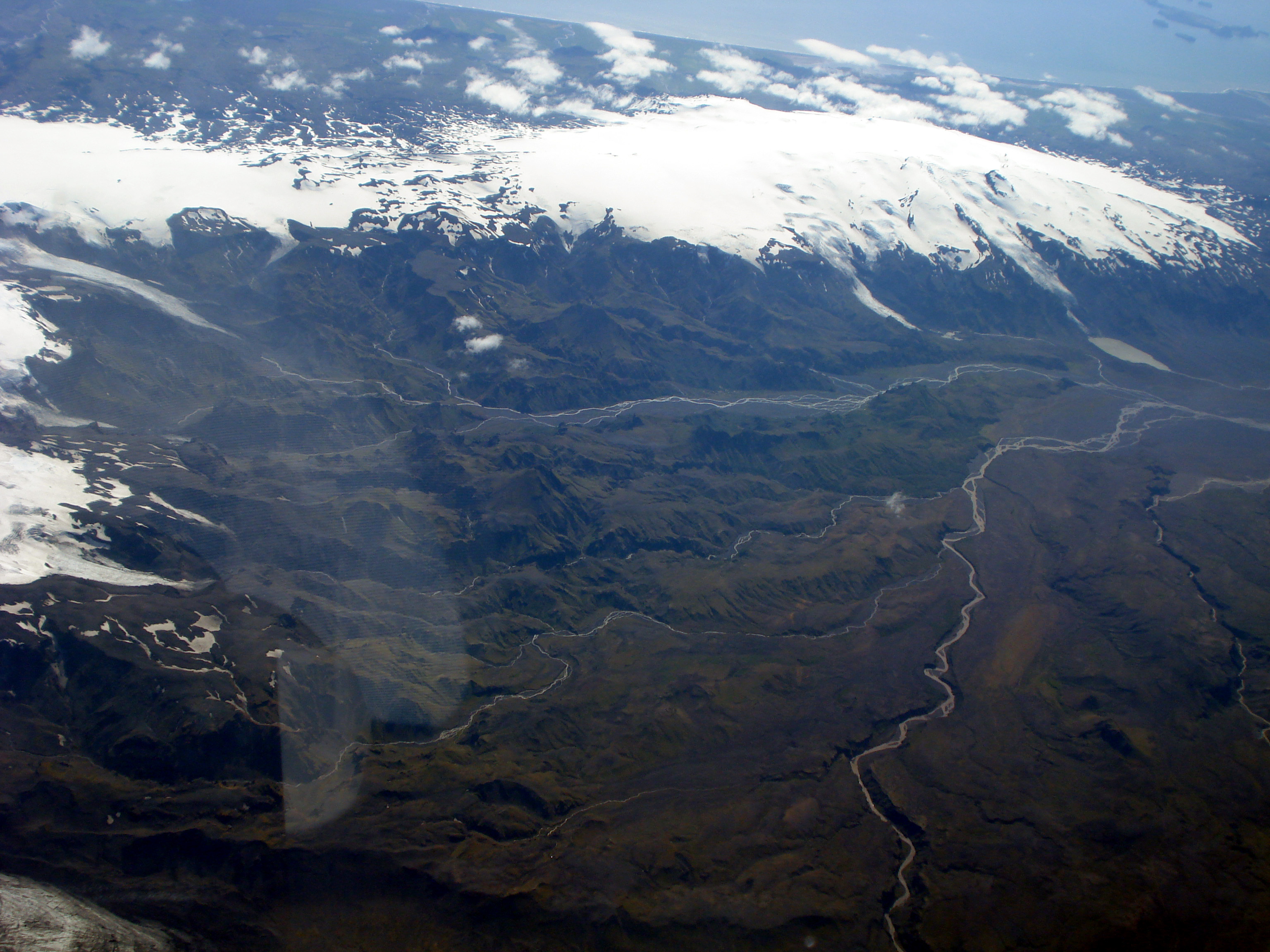
Vue aérienne de la Þórsmörk (au centre) avec l'Eyjafjallajökull en haut, le Mýrdalsjökull à gauche, la Markarfljót à droite et la Krossá au centre.